# Shiroke (Berezivka)
Shiroke (en ucraniano: Широке, romanizado: Shyroke) es un pueblo ucraniano perteneciente al óblast de Odesa. Situado en el suroeste del país, es parte del raión de Berezivka y parte del municipio (hromada) de Mikoláivka.

## Toponimia
El nombre del asentamiento en ruso es Shirókoye (en ruso: Широкое). 

## Demografía
La evolución de la población de Shiroke entre 1989 y 2001 fue la siguiente:
| 9                                                             | 3 |
| (Fuente: Cities & Towns of Ukraine y UKRAINE: Größere Städte) |   |

Según el censo de 2001, la lengua materna de la mayoría de los habitantes, el 100%, es el ucraniano.